# Thelotrema saxicola
Thelotrema saxicola är en lavart som först beskrevs av Vain., och fick sitt nu gällande namn av G. Salisb. Thelotrema saxicola ingår i släktet Thelotrema och familjen Graphidaceae.   Inga underarter finns listade i Catalogue of Life.